# 帕特里克縣 (維吉尼亞州)
帕特里克县（英語：Patrick County）是美國維吉尼亞州南部的一個縣，南鄰北卡羅萊納州。面積1,258平方公里。根據美國2000年人口普查，共有人口19,407人。縣治斯圖爾特（Stuart）。
成立於1790年11月26日。縣名紀念美國開國元勳帕特里克·亨利。